# Cyril Abidi
Pour les articles homonymes, voir Abidi.
Cyril Abidi, né le 25 février 1976 à Marseille, est un ancien kick-boxeur français.

## Biographie
Abidi a grandi dans les quartiers nord de Marseille, dans une famille tunisienne-arménienne. Quand il avait 6 ans, son père l'emmena à un cours de judo afin de lui éviter de traîner dans les rues. Il pratique le judo pendant quatre ans, jusqu'à ce qu'il découvre Bruce Lee, son idole d'enfance et commence ainsi à prendre des cours de karaté. 
Il découvre le Kick boxing à 18 ans et devient champion de France à l'âge de 20 ans. Une année plus tard, il entre au K-1, combat contre Peter Majstorovic à Zurich, en Suisse, et gagne par décision unanime. Plus tard cette année-là, il remporte deux victoires consécutives au premier tour contre le combattant néerlandais Peter Aerts. Lors de leur troisième combat au K-1 World Grand Prix 2000 Finale du Tokyo Dome, au Japon, Aerts bat Abidi par décision unanime des trois juges. 
Son combat contre son compatriote et rival Jérôme Le Banner au K-1 World Grand Prix 2005 à Paris, le 27 mai 2005, est considéré unanimement comme un des plus beaux combats dans l'histoire du K-1. Abidi a perdu par KO technique.
A la date du 5 mars 2006, Cyril Abidi compte 41 combats en pieds-poings dont 30 en K-1.

## Titres
- Champion de France de kick-boxing en 1996 ;
- Champion de France poids lourd de boxe amateur en 2000 ;
- K-1 World GP 2000 3e place;
- Finaliste du K-1 World GP 2001 Yokohama ;
- Finaliste du K-1 World GP 2003 Paris ;
- K-1 World GP 2003 3e Place.

## Palmarès en kick boxing
25 victoires, 16 défaites.
Les défaites : certaines ont été concédées face à des ténors de la catégorie comme Stefan Leko, Peter Aerts, Ray Sefo, Francisco Filho, Remy Bonjasky, Alexey Ignashov, Jérôme Le Banner, Musashi et d'autres contre des adversaires certes talentueux mais qui paraissaient à la portée de Cyril Abidi notamment Andrew Thomson, Quinton Jackson (par deux fois dans les règles du K-1), Bob Sapp (qui aurait pu être disqualifié), et Gary Goodridge.
- ??/09/1998  VIC contre Alexandre Chvarev                 KO 1 R
- ??/11/1998  VIC contre Christophe de Tholomese           KO 4 R
- 27/02/1999  VIC contre Nash Ulardzic                     KO 2 R
- 05/06/1999  VIC contre Petar Majstorovic                     décision 3 R (K-1)
- 18/07/1999  VIC contre Kirkwood Walker                       KO 1 R (K-1 Tournoi  1/4)
- 18/07/1999  DEF contre Stefan Leko                       décision 3 R (K-1 Tournoi  1/2)
- 20/11/1999  VIC contre Jean Claude Leuyer                KOT 2 R (Full contact)
- 19/03/2000  VIC contre Nobu Hayashi                      KOT 2 R (K-1)
- 07/07/2000  VIC contre Peter Aerts                       KO 1 R  (K-1)
- 20/08/2000  VIC contre Peter Aerts                       KOT 1 R (K-1 Tournoi 1/4)
- 20/08/2000  VIC contre Ray Sefo                          KOT 2 R (K-1 Tournoi 1/2)
- 20/08/2000  DEF contre Francisco Filho                   KOT 2 R (K-1 Tournoi Finale)
- 20/11/2000  VIC contre Andrei Zuravkov                   décision (Full contact)
- 10/12/2000  DEF contre Peter Aerts                       Décision 3 R (K-1 GP 1/4)
- 10/12/2000  DEF contre Ray Sefo                          KOT 1 R (K-1 GP 1/2)
- 17/03/2001  VIC contre Great Kusatsu                     décision 5 R (K-1)
- 20/07/2001  DEF contre Andrew Thomson                    KOT 1 R (K-1 Tournoi 1/4)
- 08/10/2001  VIC contre Tatsufumi Tomihira                KOT 4 R (K-1)
- 22/05/2002  VIC contre Nick Murray                       KO 1 R (K-1)
- 14/07/2002  DEF contre Quinton Jackson                   KO 1 R (K-1)
- 22/09/2002  DEF contre Bob Sapp                          KO 1 R (K-1)
- 31/12/2002  DEF contre Quinton Jackson                   décision 3 R (K-1)
- 06/04/2003  VIC contre Shingo Koyasu                     décision 5 R (K-1)
- 17/05/2003  VIC contre Daniel Lentie                     KO 3 R (Kickboxing)
- 14/06/2003  VIC contre Aziz Khattou                      décision 3 R (K-1 Tournoi 1/4)
- 14/06/2003  VIC contre Chalid Arrab                      KO 2 R (K-1 Tournoi 1/2)
- 14/06/2003  DEF contre Alexey Ignashov                   KOT 3 R (K-1 Tournoi Finale)
- 13/07/2003  DEF contre Ernesto Hoost                     décision 2 R (K-1)
- 11/10/2003  VIC contre François Botha                    disqualification 1 R (K-1 GP 1/8)
- 16/12/2003  VIC contre François Botha                    décision 3 R (K-1 GP 1/4)
- 16/12/2003  DEF contre Remy Bonjasky                     KOT 1 R (K-1 GP 1/2)
- 27/03/2004  VIC contre Hiraku Hori                       KOT 3 R (K-1)
- 02/04/2004  VIC contre Hocine Boutrek                    KO 1 R (Kickboxing)
- 25/09/2004  DEF contre Musashi                           décision 3 R (K-1 GP 1/8)
- 04/12/2004  DEF contre Gary Goodridge                    KO 1 R (K-1)
- 27/05/2005  DEF contre Jérôme Le Banner                  KOT 5 R (K-1)
- 15/10/2005  VIC contre Stéphane Reveillon                KO 1 R (Kickboxing)
- 03/05/2006  DEF contre Hiraku Hori                       KOT 2 R (K-1 Tournoi 1/4)
- 04/03/2007  DEF contre Mitsugu Noda                      décision 3 R (K-1)